# Jürg Kohlas
Jürg Kohlas (* 19. September 1939 in Winterthur; Heimatort Zürich) ist ein Schweizer Informatiker und emeritierter Hochschullehrer.

## Leben
Jürg Kohlas wuchs in Olten auf. Er absolvierte eine Berufslehre als Maschinenzeichner bei der Firma Sprecher & Schuh in Aarau. Auf dem zweiten Bildungsweg konnte er durch AKAD 1961 die Eidgenössische Matura nachholen. Danach erlangte er 1967 sein Doktorat in Operations Research bei Hans Künzi an der Universität Zürich mit der Arbeit Simulation von Luftkämpfen. Nach Abschluss des Doktorats arbeitete er als wissenschaftlicher Mitarbeiter im Forschungszentrum der Firma Brown, Boveri & Cie. in Dättwil. Dort war er Mitglied der Fachgruppe Automatik zur Simulation des Verhaltens von Elektrizitätsnetzen. Während dieser Zeit habilitierte er sich 1971 an der Universität Zürich auf dem Gebiet der angewandten Mathematik. Ab 1973 war er an der Universität Freiburg (Schweiz) als ordentlicher Professor für Informatik tätig. Von 1982 bis 1984 war er zudem Vorsteher der Abteilung für Wirtschafts- und Sozialwissenschaften dieser Universität. Nachdem ursprünglich sein Tätigkeitsgebiet als Operations Research und EDV bezeichnet wurde, war er wesentlich am Aufbau der ab 1994 Institut für Informatik genannten Einheit beteiligt. Von 1995 bis 1999 war Kohlas zudem Vize-Rektor. Weil ein wesentlicher Teil dieses vergrösserten Instituts fremdfinanziert war, wurde deren seit 1959 bestehende Fördergesellschaft 2004 in die Stiftung zur Förderung der Informatik an der Universität Fribourg umgewandelt. Dazu trug der Präsident der bisherigen Fördergesellschaft Heinrich Steinmann als Vertreter der Grossbank UBS entscheidend bei. Kohlas wurde Stiftungsratsmitglied.

## Weitere Tätigkeiten
- Ehemaliger Vorsitzender der Förderkommission der Hasler-Stiftung[5]
- Jürg Kohlas als Zeichner. Kunstmuseum Olten[2]

## Veröffentlichungen
- Liste von Veröffentlichungen bei Researchgate.
- Computer Science Bibliography bei Universität Trier.
- Dank an Hans Künzi. In: Neue Zürcher Zeitung. 25. November 2004.
- mit Guy Kirsch: Total Informiert. In: Schweizer Monat. 1. Juli 2012.